# Rubropsichia kartaboana
Rubropsichia kartaboana är en nattfjärilart i familjen Tortricidae. Den finns i Guyana.